# Campagna Lupia
Campagna Lupia är en ort och kommun i storstadsregionen Venedig, innan 2015 provinsen Venedig, i regionen Veneto i Italien. Kommunen hade 7 254 invånare (2018).